# Fortitudo Pallacanestro Bologna 103 2016-2017
La Fortitudo Pallacanestro Bologna 103, sponsorizzata Kontatto, nella stagione 2016-2017 ha preso parte al campionato italiano di pallacanestro di Serie A2, girone Est.

## Risultati
- Serie A2:
  - Stagione regolare: 5º posto su 16 squadre (18-12)
  - Playoff promozione: perde 3-2 la serie di semifinale contro Trieste

## Roster
| Giocatori |
| --------- |

|    | Naz.                                          | Ruolo | Sportivo           | Anno | Alt. | Peso |  |
| -- | --------------------------------------------- | ----- | ------------------ | ---- | ---- | ---- |  |
| 5  | Italia (bandiera)                             | PG    | Daniele Cinciarini | 1983 | 194  | 87   |  |
| 6  | Italia (bandiera)                             | AG    | Stefano Mancinelli | 1983 | 203  | 102  |  |
| 7  | Italia (bandiera)                             | P     | Leonardo Candi     | 1997 | 190  | 75   |  |
| 8  | Stati Uniti (bandiera) · Giordania (bandiera) | G     | Alex Legion        | 1988 | 196  | 91   |  |
| 10 | Italia (bandiera)                             | P     | Michele Ruzzier    | 1993 | 185  | 73   |  |
| 12 | Italia (bandiera)                             | G     | Luca Campogrande   | 1996 | 198  | 89   |  |
| 14 | Italia (bandiera)                             | G     | Matteo Montano     | 1992 | 188  | 81   |  |
| 18 | Italia (bandiera)                             | C     | Luca Gandini       | 1985 | 205  | 108  |  |
| 20 | Italia (bandiera)                             | AP    | Davide Raucci      | 1990 | 193  | 106  |  |
| 24 | Stati Uniti (bandiera)                        | C     | Justin Knox        | 1989 | 206  | 110  |  |
| 31 | Italia (bandiera)                             | AG    | Nazzareno Italiano | 1991 | 198  | 102  |  |
|    | Italia (bandiera)                             | P     | Gianluca Marchetti | 1993 | 178  | 66   |  |

| Staff tecnico                    |
| -------------------------------- |
| Allenatore: Matteo Boniciolli    |
| Vice-Allenatore: Stefano Comuzzo |
| Vice-Allenatore: Antonio Pampani |
| Vice-Allenatore: Roberto Lopez   |

| Giocatori acquisiti a stagione in corso |
| --------------------------------------- |

| N° | Naz.                                          | Ruolo | Sportivo                           | Anno | Alt. |    |  |
| -- | --------------------------------------------- | ----- | ---------------------------------- | ---- | ---- | -- |  |
| 4  | Slovenia (bandiera)                           | AP    | Mitja Nikolić dal 09 novembre      | 1991 | 200  |    |  |
| 8  | Stati Uniti (bandiera) · Giordania (bandiera) | G     | Alex Legion dal 24 gennaio         | 1988 | 196  |    |  |
|    | Italia (bandiera)                             | P     | Gianluca Marchetti dal 04 febbraio | 1993 | 178  |    |  |
| 5  | Italia (bandiera)                             | PG    | Daniele Cinciarini dal 24 aprile   | 1983 | 194  | 87 |  |

| Giocatori ceduti a stagione in corso |
| ------------------------------------ |

| N° | Naz.                   | Ruolo | Sportivo                          | Anno | Alt. |  |  |
| -- | ---------------------- | ----- | --------------------------------- | ---- | ---- |  |  |
| 23 | Stati Uniti (bandiera) | G     | Chris Roberts fino al 15 novembre | 1988 | 193  |  |  |
| 4  | Slovenia (bandiera)    | AP    | Mitja Nikolić fino al 23 gennaio  | 1991 | 200  |  |  |